# Abbaye d'Abbeylara
L'abbaye d'Abbeylara, en irlandais Mainistir Leathrátha, est une ancienne abbaye cistercienne située dans le village d'Abbeylara, en Irlande.
Fondée en 1210 par Risteárd de Tiúit (en), l'abbaye est fidèle aux Anglo-Normands et prend parti pour ces derniers contre les Irlandais durant au moins un siècle ; puis cette tendance s'atténue au fur et à mesure de l'emprise croissante du clan Ó Fearghail (en).
Extrêmement pauvre et habitée par une communauté devenue très réduite au XVIe siècle, l'abbaye est dissoute en 1540. La plus grande partie du monastère est détruite.

## Situation et toponymie
L'abbaye est située dans le village d'Abbeylara, entre le Lough Kinale (en) et Granard.
Le nom irlandais de l'abbaye, Mainistir Leathrátha, signifie « abbaye de la demi-colline » ou « abbaye de la petite colline ».

## Histoire

### Fondation
L'abbaye d'Abbeylara est fondée en 1210 par Risteárd de Tiúit (en), un seigneur anglo-normand, à quelques kilomètres de son château de Granard. Toutefois il décède moins d'une année après cette fondation. La communauté est en place en 1214, venue de Sainte-Marie de Dublin ; le délai pourrait être dû à la préparation du site à l'accueil des cisterciens ; il faut encore aux moines une à deux années de chantier avant de lancer la construction des bâtiments en dur.
Un monastère beaucoup plus ancien, et dont la légende dit qu'il aurait été fondé par saint Patrick lui-même, aurait préexisté dans ce site. Son premier abbé aurait été saint Guasacht.

### L'abbaye au Moyen Âge
Lors de la conspiration de Mellifont, l'abbaye reste fidèle aux Anglo-Normands et au chapitre général ; ce positionnement, dû à la filiation à Sainte-Marie de Dublin et non à Mellifont, persiste au moins un siècle. Ainsi, en 1318, les moines d'Abbeylara et d'Inch sont accusés de chasser les Irlandais à main armée. En revanche, dans les siècles suivants, cette préférence anglophile s'atténue, notamment à cause de la prééminence de plus en plus forte du clan Ó Fearghail (en) ou O'Farrell. À partir de 1411 et la nomination de Richard O'Farrell, tous les abbés sont issus de cette famille.
La communauté d'Abbeylara est extrêmement pauvre ; dès la taxation de 1302-1306, le revenu annuel est estimé à quatre livres seulement. Cette situation s'aggrave encore après le pillage de l'abbaye par Édouard Bruce en 1315, lequel s'installe même dans le monastère durant tout un hiver. Au seizième siècle, la ferveur diminue et la communauté se limite à six moines, dont la vie commune est fortement réduite,. En conséquence, les bras du transept sont murés, pour s'adapter à cette communauté réduite,.
Entre 1410 et 1435, le pape autorise l'abbaye à vendre des indulgences afin de financer les réparations de l'abbatiale

### Dissolution
La dissolution des monastères n'est pas précédée d'un inventaire formel de l'abbaye. Abbeylara est en effet protégée par les O'Farrell, et les commissaires royaux de la dissolution refusent de s'y rendre, jugeant la région trop dangereuse pour eux. Ils se contentent donc de demander des informations à l'abbé Richard O'Farrell et au prieur. Toutefois, la fermeture intervient entre 1540 et 1552, et surtout la destruction de l'église est assez rapide, à l'exception de la tour, qui est utilisée comme résidence fortifiée,,.
À la dissolution, malgré sa pauvreté, l'abbaye possède 5 500 acres de terres, soit plus de 2 200 hectares.

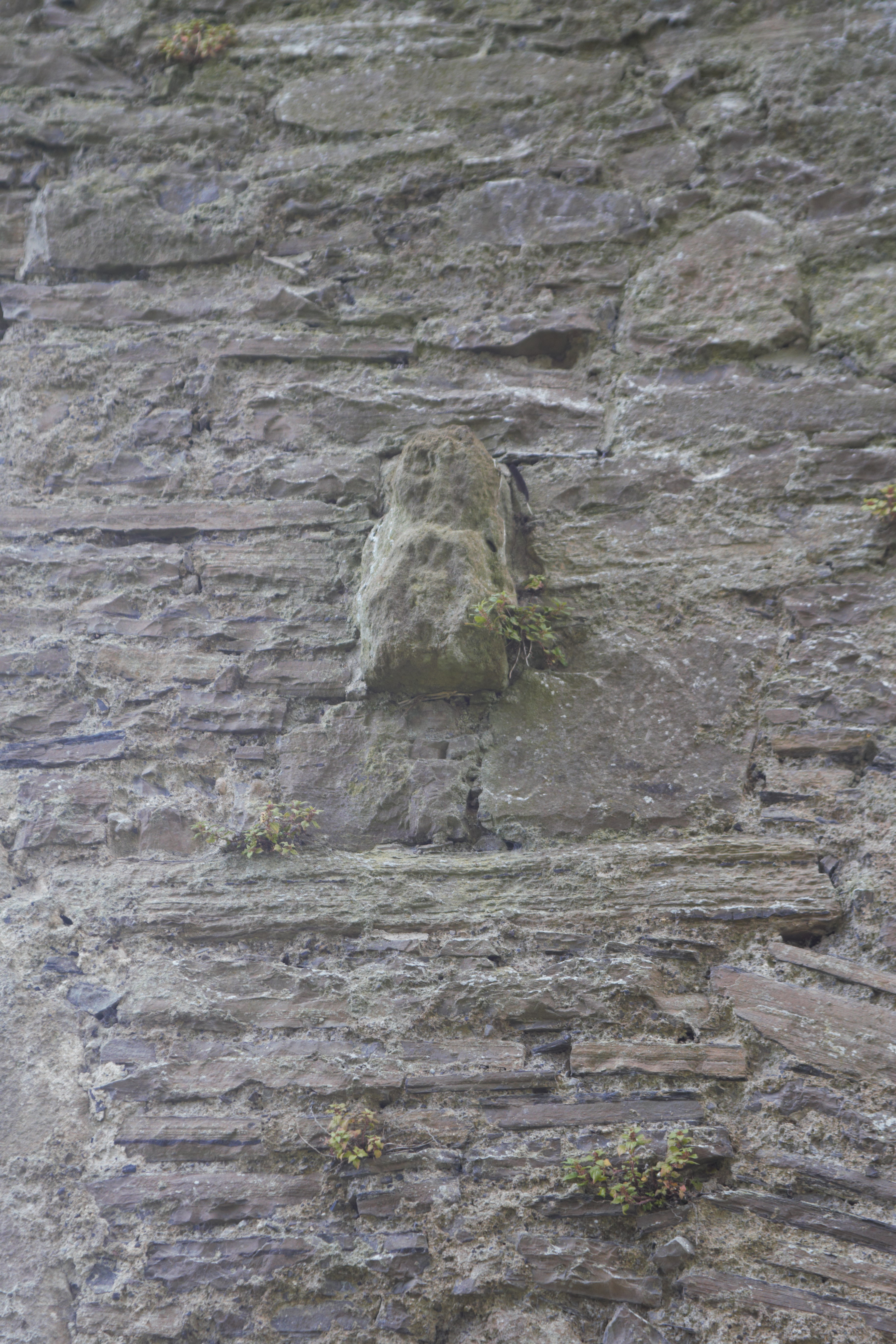
Sheela Na Gig du XVe siècle.

## Architecture
De l'abbaye médiévale reste principalement la tour bâtie sur la croisée du transept, complétée par les parties adjacentes des murs du transept nord et sud et par un escalier d'accès en colimaçon.
L'église présente la particularité d'être ornée d'une figure de Sheela Na Gig datant du XVe siècle sur le mur méridional de la tour.
Le cloître était situé au sud de l'église abbatiale et était entouré des bâtiments conventuels habituels dans une telle abbaye.
Le monastère est entouré d'un cimetière, utilisé du XVIe au XXe siècle,.